# Iorcani
Iorcani – wieś w Rumunii, w okręgu Jassy, w gminie Tătăruși. W 2011 roku liczyła 885 mieszkańców.